# Route nationale 125a
La route nationale 125A ou RN 125A était une route nationale française reliant Labroquère à Granges de Crouhens.
À la suite de la réforme de 1972, elle a été déclassée en RD 925.

## Ancien tracé de Labroquère à Granges de Crouhens (N125a)
- Labroquère
- Sarp
- Bramevaque
- Mauléon-Barousse
- Ferrère
- Granges de Crouhens, commune de Ferrère

## Actuel tracé de Loures-Barousse au Port de Balès (D 925)
Depuis 1972 l'actuel tracé démarre à la limite de la Haute-Garonne à Loures-Barousse, passe à l'intersection de la DD 26 traverse à Sarp, longe en parallèle l'Ourse jusqu'à Mauléon-Barousse et bifurque à la DD 22 pour montée jusqu'au port de Balès dont la route est prolongée depuis 2016.

## Descriptif

### Longueur
L'itinéraire présente une longueur de 28,2 km.

### Nombre de voies
La RD 925 est sur la totalité de son tracé bidirectionnelle à deux voies.

### Tracé
Elle est entièrement dans le Pays des Nestes en Barousse.

## Gestion, entretien et exploitation

### Organisation territoriale
En 2022, les services routiers départementaux sont organisés en cinq agences techniques départementales et 25 centres d'exploitation qui ont pour responsabilité l’entretien et l’exploitation des routes départementales de leur territoire.
La RD 925 dépend de l'agence des Pays des Nestes et du centre d'exploitation de Loures-Barousse.

### Exploitation
En saison hivernale, à partir des Granges de Crouhens, la route est barrée et interdite à toute circulation.